# دعاء سراج
دعاء سراج، ممثلة ومغنية مصرية.

## عن حياته
بدأت مشوارها الفني وهي صغيرة بعد حصولها على المركز الأول في مهرجان الأغنية للأطفال، ثم عملت في الإذاعة المصرية مؤدية أغني برامج أية فضيلة قبل أن تصبح مذيعة وهي في 8 من العمر في برامج الأطفال. ثم قدمت دعاء بعض الأعمال السينمائية والتلفزية نذكر منها فلم «الحاسة السادسة» ومسلسل «الإمبراطور». ثم غابت دعاء عدة سنوات عن الساحة الفنية قبل أن تعود مؤخرا كمغنية بسينجل «على بالي» الذي حقق نجاحا لا بأس به. ثم أصدرت دعاء أغنيتها الثانية بمناسبة الثورة المصرية بعنوان «هي دي بلدنا». وهي تستعد حاليا لإصدار أول ألبوماتها بعد صدور ثالث سينجل لها بعنوان «فلانتينو» من كلمات الشاعر والمطرب رامى النواوى وألحان الملحن الموهوب كريم طارق وتوزيع هشام البنا. وتستعد دعاء السراج لتصوير الأغنية بطريقة الفيديو كليب لعرضها على القنوات الفضائية قريبا. و. انتهت. من أغنية. عاشقه. وطيبه. اللحان وائل. عقيد وكلمات وليد العيسوى توزيع بيرم. وانتهت من اخر أعمال التليفزيونيه في رمضان2012 في مسلسل (ابن ليل) معى المخرج إسماعيل عبد الحفظ وكان احسن المخرجين الذين عملت معهم

## من أعماله

### المسلسلات
- ابن ليل
- مسائل عائلية جدا
- الإمام محمد عبده
- قناديل البحر
- الإمبراطور
- يوميات سلكاوي

### في السينما
- الحاسة السابعة
- الأجندة الحمراء

### في المسرح
- فراشة الأميرة الحمراء

## روابط خارجية
- دعاء سراج على موقع قاعدة بيانات الأفلام العربية